# Акинфий Толстой
Акинфий (Окинф) Толстой (упоминается 1476) — новгородский посадник.

## Биография
Происхождение Окинфа неизвестно.
Окинф Толстой упоминается в источниках один раз. 31 марта 1476 года посадник Окинф Толстой прибыл в числе посольства в Москву к великому князю Ивану III Васильевичу. Возглавлял посольство Новгородский архиепископ Феофил. В состав посольства входили также посадники Яков Александрович Короб и Яков Фёдорович. Целью посольства было «бити челом великому князю о тех посадницех, коих поймал князь великы в Новегороде». Пойманные посадники содержались в Коломне и Муроме. Однако посольство оказалось неудачным. «Тех поиманых посадников не отпустил князь великы ни единого». Через две недели после безуспешных переговоров послы отправились в обратный путь.
Дальнейшая судьба Окинфа неизвестна.